# Срећковац
Срећковац је насеље Града Пирота у Пиротском округу. Према попису из 2022. има 69 становника (према попису из 2002. било је 162 становника).
Раније се то место звало Чорин До. Насеље носи назив по Пантелији Срећковићу, који је за време Српско-турског рата (1878) обављао дужност начелника Пиротског, Трнског и Брезничког округа.
У селу се налази железничко стајалиште Срећковац.

## Прошлост
Године 1879. у месту је било 55 кућа са 347 душа, међу њима није било писмених људи а број пореских глава износио је 78.
У селу постоји црква Светог Илије, саграђена 1876. По другом извору, грађен је храм 1871. године на месту некадашњег манастира.
Основна школа у Срећковцу је мушка, четвороразредна (1905).
Године 1933. Срећковац је мало али напредно село близу бугарске границе. Ту је на свечаности освећена соколска застава коју је поклонио капетан прве класе Ђорђе Вељковић, родом из тог места. Свечаност је одржана у згради сеоске основне школе, а кумовао је проф. Миодраг Милошевић просветар Пиротског Соколског друштва.

## Демографија
У насељу Срећковац живи 151 пунолетни становник, а просечна старост становништва износи 58,3 година (58,5 код мушкараца и 58,2 код жена). У насељу има 83 домаћинства, а просечан број чланова по домаћинству је 1,95.
Ово насеље је великим делом насељено Србима (према попису из 2002. године), а у последња три пописа, примећен је пад у броју становника.
|  |

| Демографија | Демографија | Демографија |
| Година      | Становника  | Становника  |
| ----------- | ----------- | ----------- |
| 1948.       | 656         |             |
| 1953.       | 655         |             |
| 1961.       | 512         |             |
| 1971.       | 359         |             |
| 1981.       | 278         |             |
| 1991.       | 229         | 221         |
| 2002.       | 162         | 162         |

| Етнички састав према попису из 2002.‍ | Етнички састав према попису из 2002.‍ | Етнички састав према попису из 2002.‍ | Етнички састав према попису из 2002.‍ | Етнички састав према попису из 2002.‍ |
| ------------------------------------ | ------------------------------------ | ------------------------------------ | ------------------------------------ | ------------------------------------ |
|                                      |                                      |                                      |                                      |                                      |
| Срби                                 | Срби                                 |                                      | 156                                  | 96,29%                               |
| Роми                                 | Роми                                 |                                      | 5                                    | 3,08%                                |
| Бугари                               | Бугари                               |                                      | 1                                    | 0,61%                                |
| непознато                            | непознато                            |                                      | 0                                    | 0,0%                                 |

| Година пописа     | 1948. | 1953. | 1961. | 1971. | 1981. | 1991. | 2002. |
| ----------------- | ----- | ----- | ----- | ----- | ----- | ----- | ----- |
| Број домаћинстава | 129   | 134   | 138   | 125   | 107   | 93    | 83    |

| Број чланова      | 1  | 2  | 3 | 4 | 5 | 6 | 7 | 8 | 9 | 10 и више | Просек |
| ----------------- | -- | -- | - | - | - | - | - | - | - | --------- | ------ |
| Број домаћинстава | 34 | 33 | 5 | 8 | 3 | 0 | 0 | 0 | 0 | 0         | 1,95   |

| Пол    | Укупно | Неожењен/Неудата | Ожењен/Удата | Удовац/Удовица | Разведен/Разведена | Непознато |
| ------ | ------ | ---------------- | ------------ | -------------- | ------------------ | --------- |
| Мушки  | 71     | 15               | 48           | 7              | 1                  | 0         |
| Женски | 82     | 7                | 47           | 26             | 2                  | 0         |
| УКУПНО | 153    | 22               | 95           | 33             | 3                  | 0         |

| Пол    | Укупно                    | Пољопривреда, лов и шумарство | Рибарство                            | Вађење руде и камена | Прерађивачка индустрија       |
| ------ | ------------------------- | ----------------------------- | ------------------------------------ | -------------------- | ----------------------------- |
| Мушки  | 24                        | 1                             | 0                                    | 0                    | 11                            |
| Женски | 10                        | 5                             | 0                                    | 0                    | 4                             |
| УКУПНО | 34                        | 6                             | 0                                    | 0                    | 15                            |
| Пол    | Производња и снабдевање   | Грађевинарство                | Трговина                             | Хотели и ресторани   | Саобраћај, складиштење и везе |
| Мушки  | 0                         | 2                             | 0                                    | 0                    | 3                             |
| Женски | 0                         | 0                             | 0                                    | 0                    | 0                             |
| УКУПНО | 0                         | 2                             | 0                                    | 0                    | 3                             |
| Пол    | Финансијско посредовање   | Некретнине                    | Државна управа и одбрана             | Образовање           | Здравствени и социјални рад   |
| Мушки  | 2                         | 1                             | 2                                    | 1                    | 0                             |
| Женски | 0                         | 0                             | 0                                    | 0                    | 0                             |
| УКУПНО | 2                         | 1                             | 2                                    | 1                    | 0                             |
| Пол    | Остале услужне активности | Приватна домаћинства          | Екстериторијалне организације и тела | Непознато            | Непознато                     |
| Мушки  | 0                         | 0                             | 0                                    | 1                    | 1                             |
| Женски | 0                         | 0                             | 0                                    | 1                    | 1                             |
| УКУПНО | 0                         | 0                             | 0                                    | 2                    | 2                             |